# Taygeta
Taygeta, eller 19 Tauri och q Tauri, är en stjärna i stjärnbilden Oxen och medlem i stjärnhopen Plejaderna.
Taygeta är en misstänkt pulserande variabel av 53 Persei-typ (SPB) med fotografisk magnitud +4,30 och variationer i amplitud av 0,001 magnituder och en period av 1,5664 dygn. Den är en trippelstjärna där huvudkomponenterna har en omloppstid av 3,60 år och en massa av 4,5 respektive 3,2 solmassor. Den tredje följeslagaren befinner sig på ett avstånd av åtminstone 9 000 AU och är inte helt och hållet bunden till de båda andra stjärnorna. Omloppstiden för närvarande är drygt 300 000 år. Taygeta befinner sig uppskattningsvis på ett avstånd av ungefär 410 ljusår från jorden.
Eftersom Taygeta befinner sig nära ekliptikan ockulteras det relativt ofta av månen.

## Nomenklatur
Taygeta har liksom övriga ljusstarka stjärnor i Plejaderna fått namn av titanen Atlas döttrar i den grekiska mytologin. Stjärnan har Flamsteed-beteckningen 19 Tauri och också den sällan använda Bayer-beteckningen q Tauri. Stjärnas båda huvudkomponenter designeras 19 Tauri A och B.
Det traditionella egennamnet är Taygeta, eller Taygete År 2015–2017 organiserade Internationella astronomiska unionen en arbetsgrupp för stjärnnamn (WGSN) med uppgift att katalogisera och standardisera riktiga namn för stjärnor. WGSN fastställde då namnet Taygeta för komponenten 19 Tauri Aa.